# Regiones di Titano
Segue una lista delle regiones presenti sulla superficie di Titano. La nomenclatura di Titano è regolata dall'Unione Astronomica Internazionale; la lista contiene solo formazioni esogeologiche ufficialmente riconosciute da tale istituzione.
Le regiones di Titano portano i nomi di divinità della gioia, felicità e concordia di diverse culture del mondo.

## Prospetto
| Regio           | Eponimo | Latitudine | Longitudine | Diametro |
| --------------- | --- | ---------- | ----------- | -------- |
| Concordia Regio | Concordia – Lo spirito dell'armonia della comunità nella mitologia romana.                                       | 20° S      | 241° W      | 1500 km  |
| Hetpet Regio    | Nebethetepet – Nella mitologia egizia, la manifestazione ad Eliopoli di Hathor, personificazione della felicità. | 22° S      | 292° W      | 1080 km  |
| Hotei Regio     | Hotei – Una delle Sette Divinità della Fortuna dello Shintoismo.                                                 | 26° S      | 78° W       | 500 km   |
| Ochumare Regio  | Ochumare – Orisha della felicità e del tempo meteorologico.                                                      | 10,4° S    | 348,1° W    | 939 km   |
| Tui Regio       | Tui – Dea della felicità, della gioia e delle acque della mitologia cinese.                                      | 24,5° S    | 124,9° W    | 1200 km  |